# Serie 619 de Renfe
La Serie 619 de Renfe, denominada antiguamente como Serie 1900 de FEVE, comprende un grupo de 17 locomotoras híbridas de vía estrecha que son operadas por la empresa española Renfe y por Ferrovial Construcción (unidad 619.013). Tienen la particularidad de poder ser empleadas como vehículo diésel o eléctrico, al disponer de ambos motores.

## Historia
Con el considerable aumento de las mercancías a transportar por FEVE, sobre todo en trenes siderúrgicos, y la retirada de las locomotoras serie 1000 por antigüedad, FEVE decidió realizar una total reconstrucción de estas últimas, fabricadas por Alsthom, transformándolas en la nueva serie 1900. Estas máquinas son híbridas (eléctricas y diésel), ya que se pueden adaptar a la catenaria, no existiendo precedentes de este tipo de dualidad en España. La transformación, que consistió en el reemplazo total de carrocería y motor, montaje de equipos y suministro y montaje de instalación neumática y eléctrica, fue realizada por la UTE CAF-Sunsundegui, en Alsasua, con la adaptación de motores Siemens. Son las locomotoras más modernas de vía estrecha de Renfe Operadora.
Su caja es de un diseño moderno con líneas redondeadas y alberga dos cabinas de conducción, así como todos los componentes de tracción, tanto diésel como eléctricos, los transformadores y el generador.
En un primer momento se transformaron 10 unidades, numeradas de la 1901 a la 1910, y en 2004 fueron entregadas otras 7, que llevan los números 1911 a 1917. Desde su llegada, han sustituido en muchos servicios a la serie 1600, como en la tracción del tren de lujo Transcantábrico entre Ferrol y Valmaseda.
En 2013 debido a la desaparición de FEVE, pasaron a formar parte del parque de vía estrecha de Renfe Operadora. Con lo cual, se le ha asignado la numeración del parque móvil correspondiéndole la Serie 619.